# 子連れじゃダメかしら?
『子連れじゃダメかしら?』（原題:Blended）は2014年にアメリカ合衆国で公開されたロマンティック・コメディ映画である。監督はフランク・コラチ、主演はアダム・サンドラーとドリュー・バリモアが務めた。なお、本作は日本国内で劇場公開されなかったが、2015年3月11日にDVDが発売された。

## あらすじ
シングルマザーのローレンとシングルファーザーのジムは友人を介して知り合い、そのままデートすることになったが、その結果は悲惨なものであった。別れる際、2人は「二度と会わないようにしよう」と誓う始末であった。ところが、2人は子供同伴で南アフリカ共和国を旅行をしている最中に再会することになった。しかも、旅行会社の手違いが原因で、同じスイートルームに宿泊することになってしまった。当然の如く気まずい雰囲気になった2人だったが、事態はいつの間にか好転していくのだった。

## キャスト
- アダム・サンドラー - ジム・フリードマン
- ドリュー・バリモア - ローレン・レイノルズ
- ベラ・ソーン - ヒラリー・フリードマン（ラリー）
- エマ・ファーマン - エスプン・フリードマン
- ブラクストン・ベッカム - ブレンダン・レイノルズ
- アリヴィア・アリン・リンド - ルイーズ・フリードマン（ロウ）
- カイル・レッド・シルヴァースタイン - タイラー・レイノルズ
- テリー・クルーズ - ニッケンズ
- ケヴィン・ニーロン - エディ・ウォーニック
- ジェシカ・ロウ - ジンジャー・ウォーニック
- ザック・アンリ - ジェイク・ウォーニック
- アレクシス・アークエット - ジョージーナ
- ウェンディ・マクレンドン＝コーヴィ - ジェン・パルマー
- シャキール・オニール - ダグ
- アブドゥライ・ンゴム - ムファナ
- ジョエル・マクヘイル - マーク
- ダン・パトリック - ディック
- ローレン・ラプカス - トレイシー
- デイル・ステイン - 本人

## 製作
2013年2月、アダム・サンドラー主演の新作コメディ映画にドリュー・バリモアが起用される見込みだと報じられた。5月3日、ベラ・ソーンが本作に出演するとの報道があった。7月31日、ウェンディ・マクレンドン＝コーヴィがキャスト入りしたと報じられた。同日、ワーナー・ブラザース映画は本作のタイトルを『Blended』から『The Familymoon』に変更すると発表したが、11月にはタイトルを『Blended』に戻すと発表した。
本作の主要撮影は2013年夏にジョージア州で行われた。

## マーケティング・興行収入
2013年12月17日、本作のファースト・トレイラーが公開された。4月3日、本作のセカンド・トレイラーが公開された。
本作は『X-MEN:フューチャー&パスト』と同じ週に封切られ、公開初週末に2300万ドル前後を稼ぎ出すと予想されていたが、実際の数字はそれを大きく下回るものとなった。2014年5月23日、本作は全米3555館で公開され、公開初週末に1428万ドルを稼ぎ出し、週末興行収入ランキング初登場3位となった。

## 評価
本作は批評家から酷評されている。映画批評集積サイトのRotten Tomatoesには134件のレビューがあり、批評家支持率は14%、平均点は10点満点で3.9点となっている。サイト側による批評家の見解の要約は「ドタバタコメディと感傷的なドラマの間を揺れ動いているが、どちらにもなりきれていない。『子連れじゃダメかしら?』で、アダム・サンドラーは退屈以上のものをほとんど提供できないという失態―それは彼にとっては滅多にないことである―を犯している。」となっている。また、Metacriticには33件のレビューがあり、加重平均値は31/100となっている。なお、本作のCinemaScoreはA-となっている。
本作は第35回ゴールデンラズベリー賞で最低主演男優賞（サンドラー）、最低主演女優賞（バリモア）、最低助演男優賞（オニール）の3部門にノミネートされたが、受賞には至らなかった。